# Neoparentia deformis
Neoparentia deformis är en tvåvingeart som beskrevs av Robinson 1967. Neoparentia deformis ingår i släktet Neoparentia och familjen styltflugor. Inga underarter finns listade i Catalogue of Life.